# Ludwig Curt von Ponickau
Curt Ludwig Emil von Ponickau (* 24. September 1838 in Mansfeld, Provinz Sachsen; † 7. Juli 1880 in Göttingen) war ein deutscher Verwaltungsjurist und Landrat in Preußen.

## Leben
Ponickau war Sohn des Superintendenten Ludwig von Ponickau (1802–1885). Er besuchte die Klosterschule Roßleben, als Zögling 1491, die er Michaelis 1856 mit dem Abitur verließ. Namhafte Mitschüler waren Franz Weineck, Otto von Hinckeldey und der nachmalige Generalleutnant Hans von Thümen.
Ludwig Curt von Ponickau studierte Rechtswissenschaft an der Martin-Luther-Universität Halle-Wittenberg und der Ruprecht-Karls-Universität. Er wurde Mitglied des Corps Marchia Halle (1857) und des Corps Saxo-Borussia Heidelberg (1858).  1872 wurde er kommissarischer Landrat des Kreises Torgau im Regierungsbezirk Merseburg der Provinz Sachsen und Nachfolger des verstorbenen Max Graf von Seydewitz. 1873 übernahm er endgültig dieses Amt, das er bis 1880 verwaltete. Er saß im Provinziallandtag der Provinz Sachsen.